# Tutu Atwell
Chatarius Atwell, detto Tutu (Miami, 7 ottobre 1999), è un giocatore di football americano statunitense che milita nel ruolo di wide receiver per i Los Angeles Rams della National Football League (NFL).

## Carriera

### Los Angeles Rams
Atwell al college giocò a football all'Università di Louisville. Fu scelto nel corso del secondo giro (57º assoluto) del Draft NFL 2021 dai Los Angeles Rams. Debuttò come professionista scendendo in campo nella gara del primo turno contro i Chicago Bears. La sua stagione da rookie si chiuse con 141 yard su ritorno in 8 presenze, nessuna delle quali come titolare.

## Palmarès
- Super Bowl : 1

Los Angeles Rams: LVI
- National Football Conference Championship: 1

Los Angeles Rams: 2021